# Raphael Gaspardo
Raphael Gaspardo (Bressanone, 3 agosto 1993) è un cestista italiano.

## Biografgia
È nato a Bressanone ma è friulano d'adozione, essendosi trasferito in tenera età con la famiglia a Vidulis di Dignano.
Suo fratello maggiore David e suo fratello minore Thomas sono entrambi cestisti, attivi nelle serie minori dilettantistiche.

## Carriera

### Club
Cresciuto nelle giovanili della Benetton Treviso, nel giugno 2011 si è laureato Campione d'Italia under 19 a Cividale del Friuli, battendo in finale la Virtus Siena per 72-66. Ha esordito in prima squadra nella stagione 2011-2012, il 28 aprile, contro la Reyer Venezia.
Nell'estate 2012 è passato in Legadue all'Aurora Basket Jesi con un contratto annuale. Dopo una buona stagione nelle Marche in cui è partito dalla panchina con un minutaggio medio di 7,1 punti a gara, Jesi lo ha confermato con un accordo triennale. Dopo aver iniziato la stagione in Serie A2 Gold sempre con Jesi, a gennaio si è trasferito in prestito in A2 Silver alla Remer Treviglio dove ha ritrovato coach Adriano Vertemati, che lo aveva allenato nelle giovanili trevigiane. Al termine della stagione il prestito è stato rinnovato, e Gaspardo ha difeso ancora i colori dei lombardi, chiudendo il campionato di Serie A2 Silver 2014-2015 con 11,5 punti e 8,2 rimbalzi di media a partita.
Queste prestazioni gli sono valse la chiamata in Serie A: nell'estate del 2015 ha infatti firmato un accordo biennale con la Vanoli Cremona, con cui ha disputato la sua prima vera stagione nella massima serie nazionale. Al termine dell'annata ha trovato l'accordo per il prolungamento del contratto fino al 2018. Gaspardo ha tuttavia lasciato la formazione cremonese con un anno d'anticipo rispetto alla scadenza contrattuale, avendo chiesto e ottenuto la rescissione al termine della Serie A 2016-2017, conclusa dalla squadra all'ultimo posto in classifica (anche se un ripescaggio ha successivamente evitato la retrocessione).
Nel luglio 2017 si è accasato a Pistoia, altra società della massima serie. Qui ha chiuso la sua miglior stagione in Serie A dal punto di vista realizzativo con 10,2 punti di media in 30 presenze, durante le quali ha giocato 24,7 minuti.
Scaduto il contratto annuale con i toscani, nell'estate 2018 ha sottoscritto un biennale con la Pallacanestro Reggiana, con cui ha disputato 29 partite a 6,2 punti di media, prima di lasciare l'Emilia a fine campionato con una risoluzione contrattuale.
Dalla stagione 2019-2020 è passato alla New Basket Brindisi di coach Frank Vitucci, allenatore che, nel corso della parentesi pugliese, gli ha chiesto di cambiare ruolo da ala grande ad ala piccola, nonostante l'altezza. Il suo contratto con i biancoblù è stato esteso due volte: la prima nel giugno 2020, con un biennale, la seconda nel giugno 2021, fino al 2023. Il 30 giugno 2022 ha esercitato la clausola di uscita prevista dal contratto, ponendo fine a un triennio in cui, a Brindisi, ha viaggiato rispettivamente a 7,3, 8,0 e 9,0 punti di media nei tre campionati disputati, collezionando complessivamente 96 presenze tra regular season, play-off e Coppa Italia.
Dopo la parentesi di sette anni sui parquet della massima serie, dalla stagione 2022-2023 è sceso in Serie A2, accettando l'offerta dell'APU Udine. Dopo un biennio in cui i bianconeri non sono riusciti a centrare l'obiettivo promozione, il club e il giocatore si sono separati, e Gaspardo ha scelto di approdare alla Pallacanestro Forlì 2.015, militante anch'essa in Serie A2.

### Nazionale
Con la maglia dell'Italia under 18 ha disputato il Campionato Europeo under 18, conquistando un ottimo 4º posto finale. Nel 2011 è convocato anche con l'Italia under 20 per il raduno collegiale di Giulianova e viene inserito nella lista dei giocatori a disposizione per l'Europeo di categoria del 2012. Nell'estate 2015 viene convocato dalla Nazionale Sperimentale per i tornei amichevoli di Losanna e Roma.

## Statistiche

### Nazionale
| Cronologia completa delle presenze e dei punti in Nazionale - Italia | Cronologia completa delle presenze e dei punti in Nazionale - Italia | Cronologia completa delle presenze e dei punti in Nazionale - Italia | Cronologia completa delle presenze e dei punti in Nazionale - Italia | Cronologia completa delle presenze e dei punti in Nazionale - Italia | Cronologia completa delle presenze e dei punti in Nazionale - Italia | Cronologia completa delle presenze e dei punti in Nazionale - Italia | Cronologia completa delle presenze e dei punti in Nazionale - Italia |
| Data                                                                 | Città                                                                | In casa                                                              | Risultato                                                            | Ospiti                                                               | Competizione                                                         | Punti                                                                | Note                                                                 |
| -------------------------------------------------------------------- | -------------------------------------------------------------------- | -------------------------------------------------------------------- | -------------------------------------------------------------------- | -------------------------------------------------------------------- | -------------------------------------------------------------------- | -------------------------------------------------------------------- | -------------------------------------------------------------------- |
| 23/02/2018                                                           | Treviso                                                              | Italia                                                               | 80 - 62                                                              | Paesi Bassi                                                          | Qual. Mondiali 2019                                                  | 0                                                                    | [ 21 ]                                                               |
| 30/11/2020                                                           | Tallinn                                                              | Russia                                                               | 66 - 70                                                              | Italia                                                               | Qual. Euro 2021                                                      | 4                                                                    | [ 22 ]                                                               |
| 26/11/2021                                                           | San Pietroburgo                                                      | Russia                                                               | 92 - 78                                                              | Italia                                                               | Qual. Mondiali 2023                                                  | 5                                                                    | [ 23 ]                                                               |
| 29/11/2021                                                           | Milano                                                               | Italia                                                               | 75 - 73                                                              | Paesi Bassi                                                          | Qual. Mondiali 2023                                                  | 2                                                                    | [ 24 ]                                                               |
| 24/02/2022                                                           | Hafnarfjörður                                                        | Islanda                                                              | 107 - 105 dts                                                        | Italia                                                               | Qual. Mondiali 2023                                                  | 1                                                                    | [ 25 ]                                                               |
| 27/02/2022                                                           | Bologna                                                              | Italia                                                               | 95 - 87                                                              | Islanda                                                              | Qual. Mondiali 2023                                                  | 0                                                                    | [ 26 ]                                                               |
| Totale                                                               |                                                                      | Presenze                                                             | 6                                                                    |                                                                      | Punti                                                                | 12                                                                   |                                                                      |

## Palmarès

### Competizioni giovanili
- Scudetto under 19: 1

Pallacanestro Treviso: 2011